# フエド・カディル
フエド・カディル（アラビア語: فؤاد قادير, フランス語: Foued Kadir, 1983年12月5日 - ）は、フランス・ブーシュ＝デュ＝ローヌ県マルティーグ出身のサッカー選手。元アルジェリア代表。アルジェリアにルーツを持っている。ポジションはミッドフィールダー。

## 経歴

### クラブ
FCマルティーグ、トロワACのリザーブチームに所属した後、ASカンヌでプロデビュー。2007-08シーズンから2シーズン、リーグ・ドゥのアミアンSCでプレーした。その後リーグ・アンのヴァランシエンヌFCに移籍した。2013年1月2日、オリンピック・マルセイユに3年半の契約で移籍した。スタッド・レンヌFC、レアル・ベティスにレンタル移籍し、その後ベティスに完全移籍した。2016年8月31日、ヘタフェCFに移籍した。2017年、ADアルコルコンに移籍した。

### 代表
U-23アルジェリア代表招集経験を持ち、2010年にアイルランドとの親善試合でアルジェリア代表として初出場。2010 FIFAワールドカップのメンバー入りを果たした。2011年10月9日の中央アフリカ戦で代表初得点を挙げた。

## 所属クラブ
- ASカンヌ 2004-2007
- アミアンSC 2007-2009
- ヴァランシエンヌFC 2009-2012
- オリンピック・マルセイユ 2013-2015

→ スタッド・レンヌFC 2013-2014 (loan)
→ レアル・ベティス 2014-2015 (loan)
- レアル・ベティス 2015-2016
- ヘタフェCF 2016-2017
- ADアルコルコン 2017-

## 代表歴

### 出場大会
- アルジェリア代表
  - 2010 FIFAワールドカップ

### 試合数
- 国際Aマッチ 25試合 2得点（2010年-2015年）[1]

| アルジェリア代表 | 国際Aマッチ | 国際Aマッチ |
| 年               | 出場        | 得点        |
| ---------------- | ----------- | ----------- |
| 2010             | 6           | 0           |
| 2011             | 2           | 1           |
| 2012             | 7           | 1           |
| 2013             | 7           | 0           |
| 2014             | 1           | 0           |
| 2015             | 2           | 0           |
| 通算             | 25          | 2           |